# پوشتلوو
پوشتلوو (به آلمانی: Postlow) یک شهر در آلمان است که در فرپومرن-گرایفسوالد واقع شده‌است. پوشتلوو ۳۲۲ نفر جمعیت دارد.